# Dariusz Koseła
Dariusz Koseła (* 12. Februar 1970 in Zabrze) ist ein ehemaliger polnischer Fußballspieler.

## Karriere

### Vereine
Aus der Jugend von Górnik Zabrze hervorgegangen, rückte Koseła in die Erste Mannschaft auf, für die er von 1987 bis 1998 in der 1. Liga Punktspiele bestritt. Am Ende seiner Premierensaison im Seniorenbereich gewann er mit ihr die Meisterschaft. Für den Verein bestritt er zudem mit der am 5. Oktober 1988 ausgetragenen Erstrundenbegegnung, die bei Jeunesse Esch mit 4:1 gewonnen wurde, sein einziges Spiel im Wettbewerb um den Europapokal der Landesmeister. Bei drei Teilnahmen am Wettbewerb um den UEFA-Pokal kam er in den jeweils zwei Erstrundenspiele zum Einsatz, wobei ihm bei seiner ersten Teilnahme im Rückspiel bei der 2:4-Niederlage bei Juventus Turin mit dem Treffer zum 1:4 in der 44. Minute ein Tor gelang. Des Weiteren bestritt er alle vier Spiele der Gruppe 1 um den UEFA Intertoto Cup 1995; im letzten Spiel, bei der 1:6-Niederlage gegen den Karlsruher SC, gelang ihm mit dem Strafstoß zum 1:4 in der 75. Minute ebenfalls ein Tor.
Danach spielte er eine Saison lang für den Erstliganeuling Ruch Radzionków, für den er neun Punktspiele bestritt und am 24. Juli 1998 (1. Spieltag) beim 5:0-Sieg im Heimspiel gegen Widzew Łódź debütierte. Anschließend und ablösefrei spielte er im Kalenderjahr 2000 in Fredersdorf-Vogelsdorf im Landkreis Märkisch-Oderland in Brandenburg für den unterklassigen Verein TSG Fredersdorf.
In seine Heimat zurückgekehrt, spielte er ein zweites Mal für Ruch Radzionków, von 2001 bis 2003 jedoch in der 2. Liga, danach und Abstieg bedingt, eine Saison lang in der 3. Liga.
Nach Gliwice gelangt, spielte er für den dort ansässigen und unterklassigen Łabędzkie Towarzystwo Sportowe Łabędy Gliwice zwei Jahre lang.

### Nationalmannschaft
Als Nationalspieler debütierte er am 10. September 1991 für die U21-Nationalmannschaft, die in Utrecht gegen die U21-Nationalmannschaft der Niederlande 1:1 unentschieden spielte. 1992 gehörte er zum Aufgebot der Mannschaft die in Barcelona am olympischen Fußballturnier teilnahm und das Finale erreichte. Dieses wurde am 8. August im Camp Nou gegen die Mannschaft Spaniens vor 95.000 Zuschauern mit 2:3 verloren; als Teil der Mannschaft – obwohl in keinem Spiel eingesetzt – gehörte er zu den Silbermedaillengewinnern.

## Erfolge
- Olympische Silbermedaille 1992
- Polnischer Meister 1988